# Bifengxia

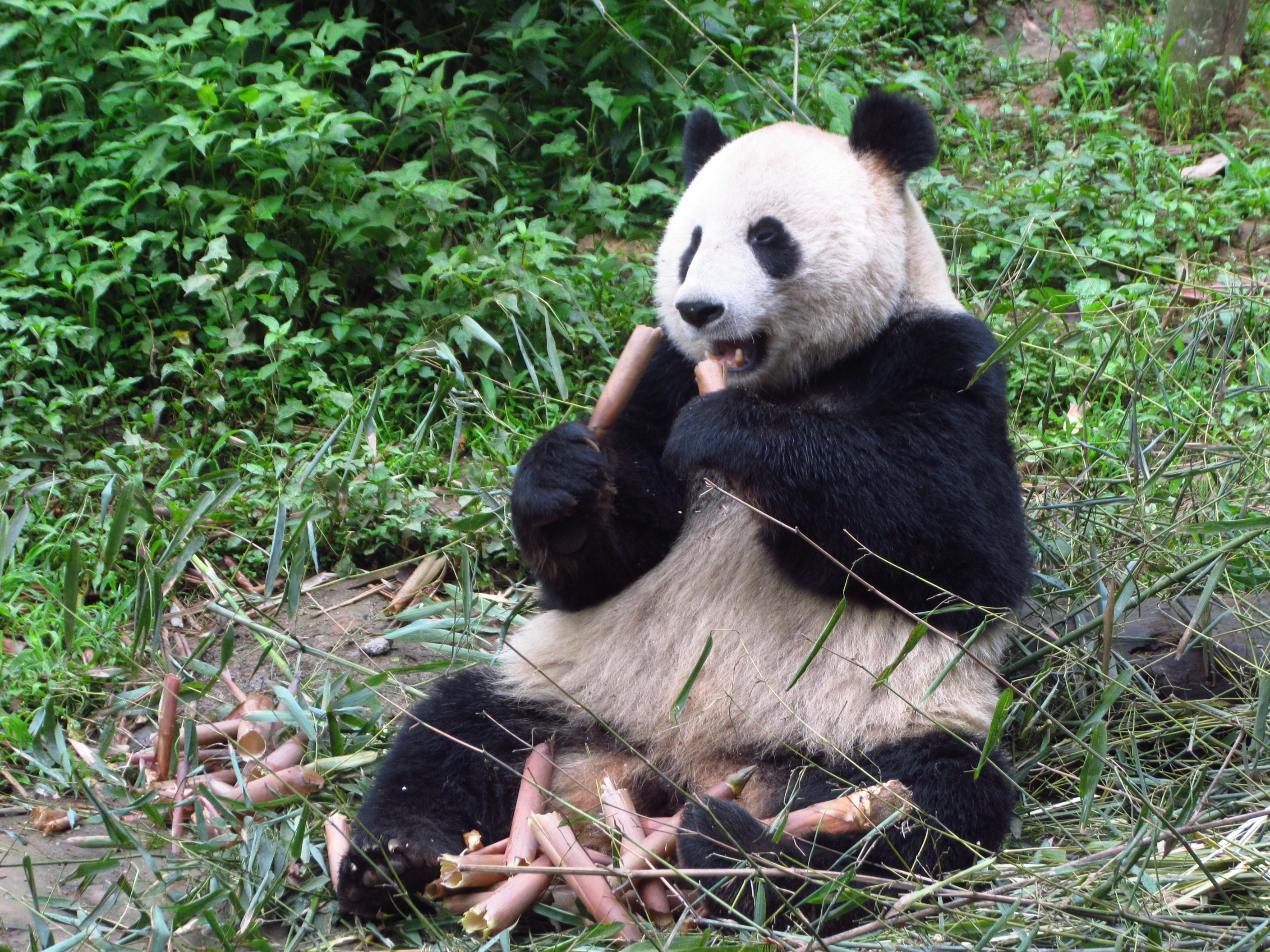
Bifengxia, Großer Panda (2014)

Bifengxia (chinesisch 碧峰峽 / 碧峰峽, Pinyin Bìfēngxiá – „Schlucht der türkisblauen Gipfel“) ist eine Zuchtstation für die bedrohte Art Großer Panda in Ya’an, Provinz Sichuan, Volksrepublik China.

## Geschichte
Seit seiner Einrichtung im Jahre 2004 ist Bifengxia die Heimat einer Anzahl in ausländischen Zoos geborener Großer Pandas geworden. Nach dem Erdbeben in Sichuan 2008 wurden einige Große Pandas aus der schwer beschädigten Zuchtstation Wolong nach Bifengxia umgesiedelt.
Zu den nach Sichuan verbrachten Großen Pandas gehören: 
- Hua Mei (* 1999) aus den USA, Februar 2004.
- Mei Sheng (* 2003) ebenfalls aus den USA, November 2007.
- Fu Long (* 2007) aus dem Tiergarten Schönbrunn, Wien, November 2009.
- Fu Hu (* 2010) auch aus Schönbrunn, November 2012.
- Tai Shan (* 2005) aus dem Smithsonian National Zoological Park, Washington, D.C., USA, Februar 2010.
- Su Lin (* 2005) und Zhen Zhen (* 2007) aus dem San Diego Zoo, Kalifornien, USA, September 2010.